# 伊戈爾·熱蘇斯
伊戈爾·熱蘇斯（葡萄牙語：Igor Jesus，2001年2月25日—）是一名巴西職業足球員，司職前锋，目前效力英超球隊諾定咸森林及巴西國家足球隊。

## 榮譽
沙比阿爾阿里
- 阿聯酋職業足球聯賽冠軍：2022–23
- 阿聯酋總統盃冠軍：2020–21
- 阿聯酋聯賽盃冠軍：2020–21
- 阿聯酋超級盃冠軍：2020，2023[4]

保地花高
- 巴西足球甲級聯賽冠軍：2024
- 南美自由盃冠軍：2024